# 花旗銀行（香港）
花旗银行（香港）有限公司，简称花旗香港，是花旗集团在香港註冊成立的商业银行，花旗銀行香港分行2002年前在香港曾稱之為萬國寶通銀行，花旗香港則是於2005年7月1日开始承接花旗银行香港分行的零售银行业务，香港花旗銀行的15間分行皆隸屬於花旗香港。花旗香港總部和註冊辦事處位於觀塘One Bay East東座花旗大樓整棟，国际汇款部也位于此，該大廈由花旗集團於2014年6月以54.25億港元整棟購入。但美國註冊的花旗銀行香港分行辦事處仍位於中環花園道三號的冠君大廈50樓。

## 历史
花旗银行早于1902年便在香港设立办事处，时名“万国宝通银行”。1986年，银行成为香港首间提供触屏式自动柜员机的银行；1998年，率先引入网上银行业务。2002年1月，万国宝通银行在香港正式登记“花旗银行”的中文名称，使其与中国大陆和台湾的译名保持一致。
2004年，花旗银行向监管机构申请将其消费银行业务在香港本地注册。该年6月28日，花旗银行（香港）获金管局授予有限制银行牌照；同年10月28日，获授全功能的银行牌照。
而根据公司註冊處资料，花旗银行（香港）有限公司前身为1965年7月5日成立的“第一贷款有限公司”。1968年9月28日更名为“FNCB Financial Limited”，1986年9月2日更名为“万国宝通财务有限公司”，1991年10月22日更名为“万国宝通投资服务有限公司”，2002年1月9日更名为“花旗投资服务有限公司”，2004年5月24日改为现名。
2005年7月1日，花旗银行正式将香港分行的零售业务转移至花旗银行（香港）。
2025年6月30日，花旗银行澳门分行因持续财务亏损停止营运，其客户服务将由香港分行承接。

## 图片

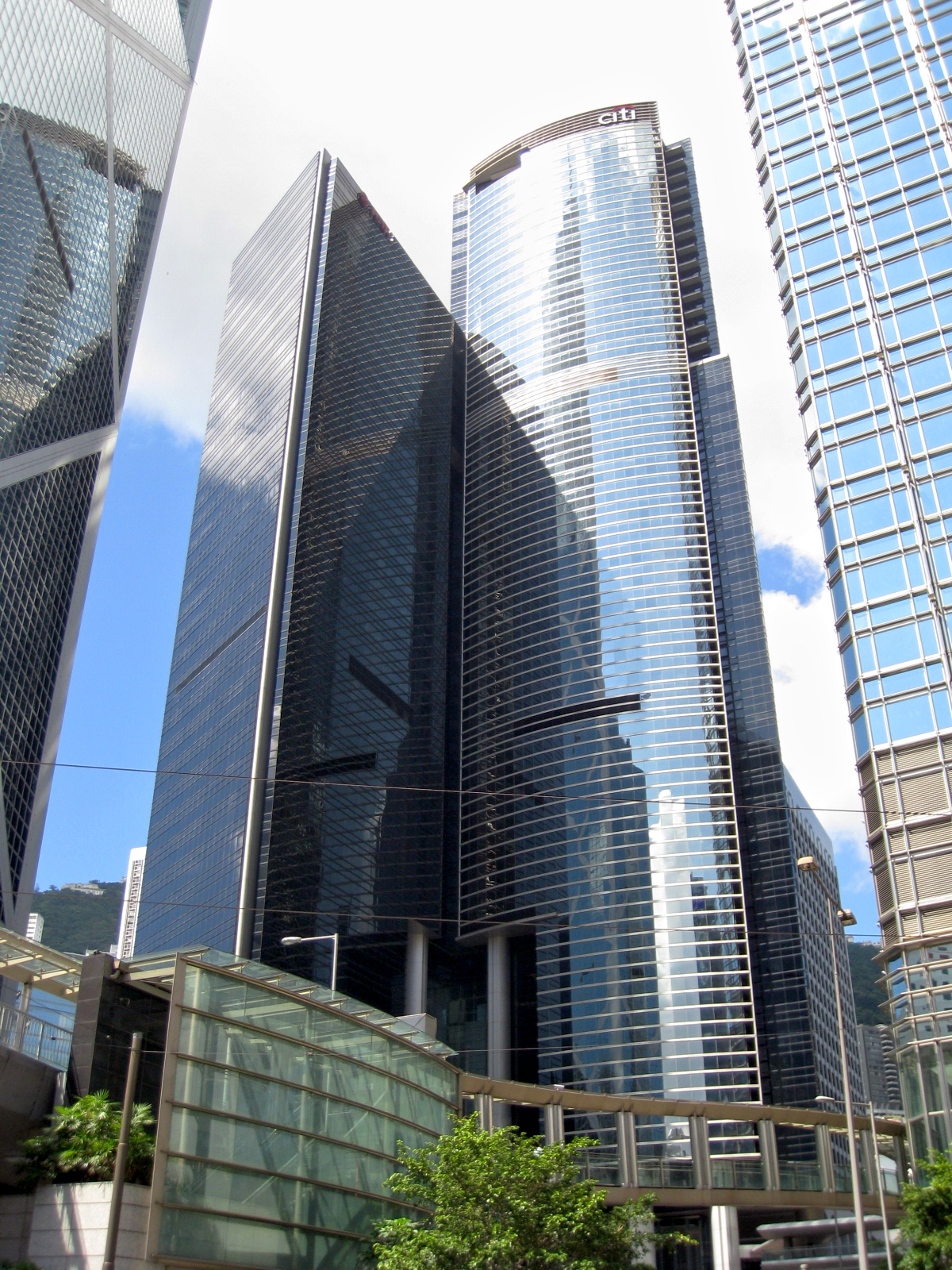
花旗銀行香港分行辦事處位於香港中環花園道三號的花旗銀行大廈（現已更名為冠君大廈）50樓
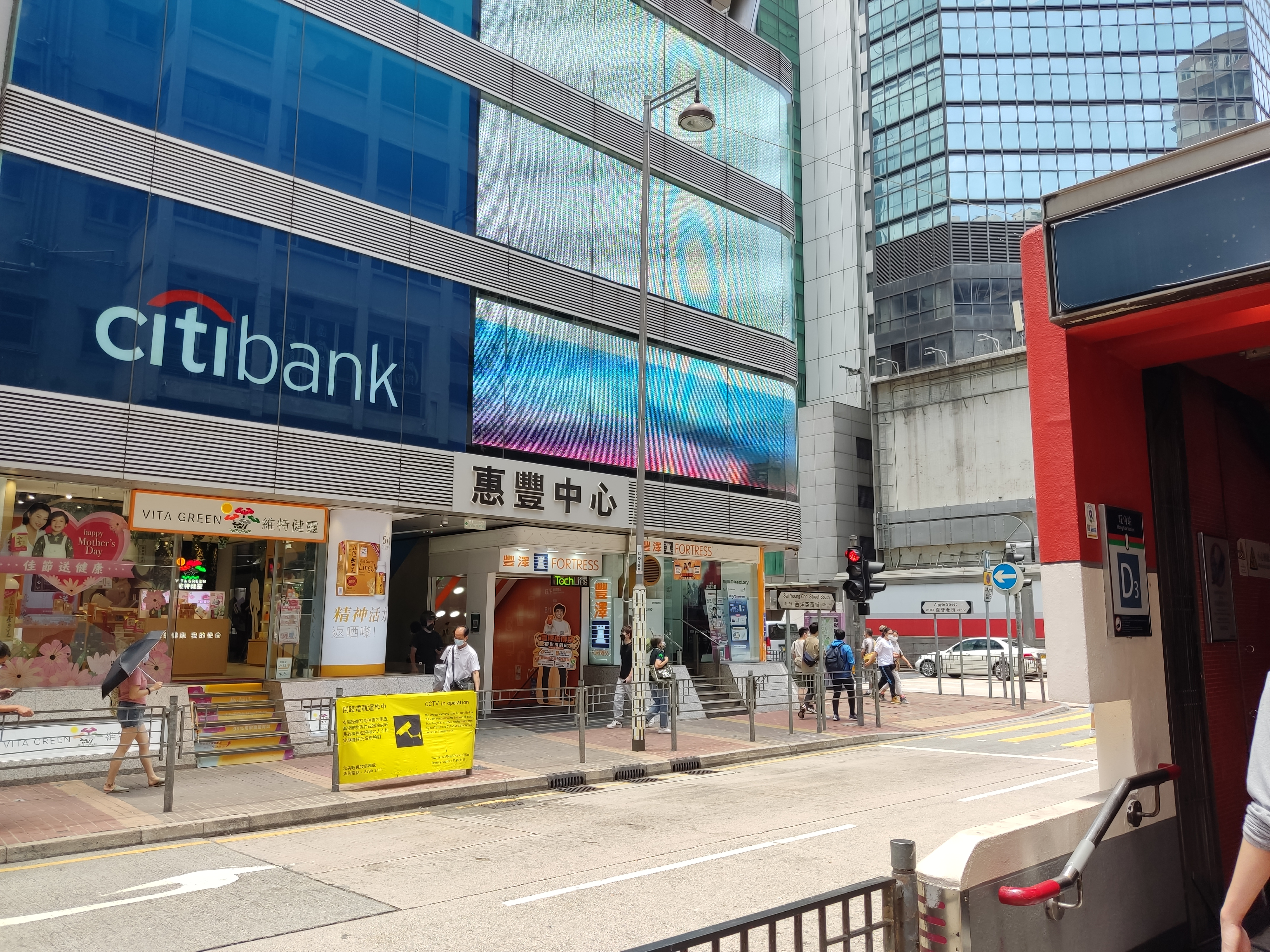
花旗银行（香港）旺角分行
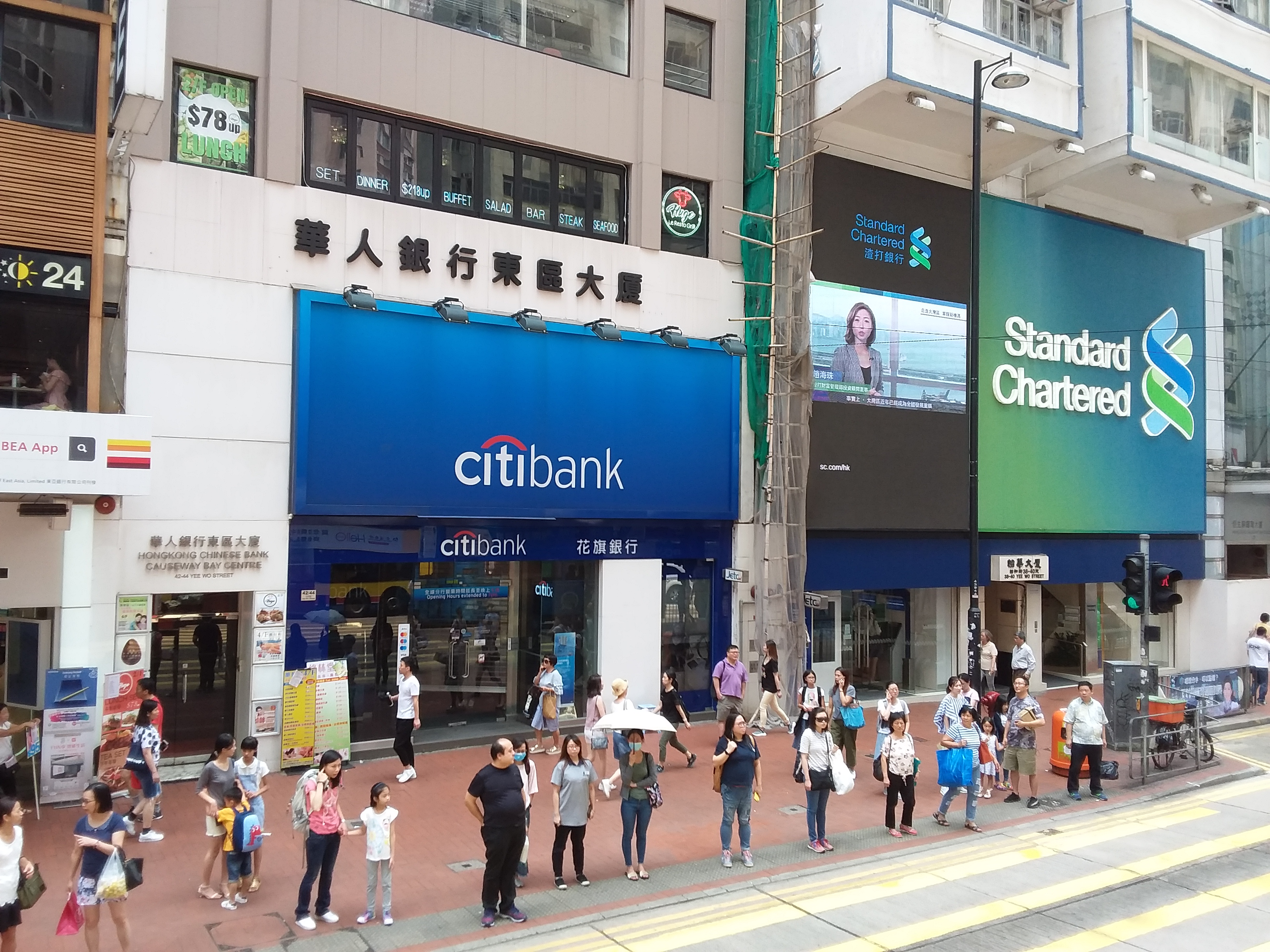
怡和街分行（已关闭）
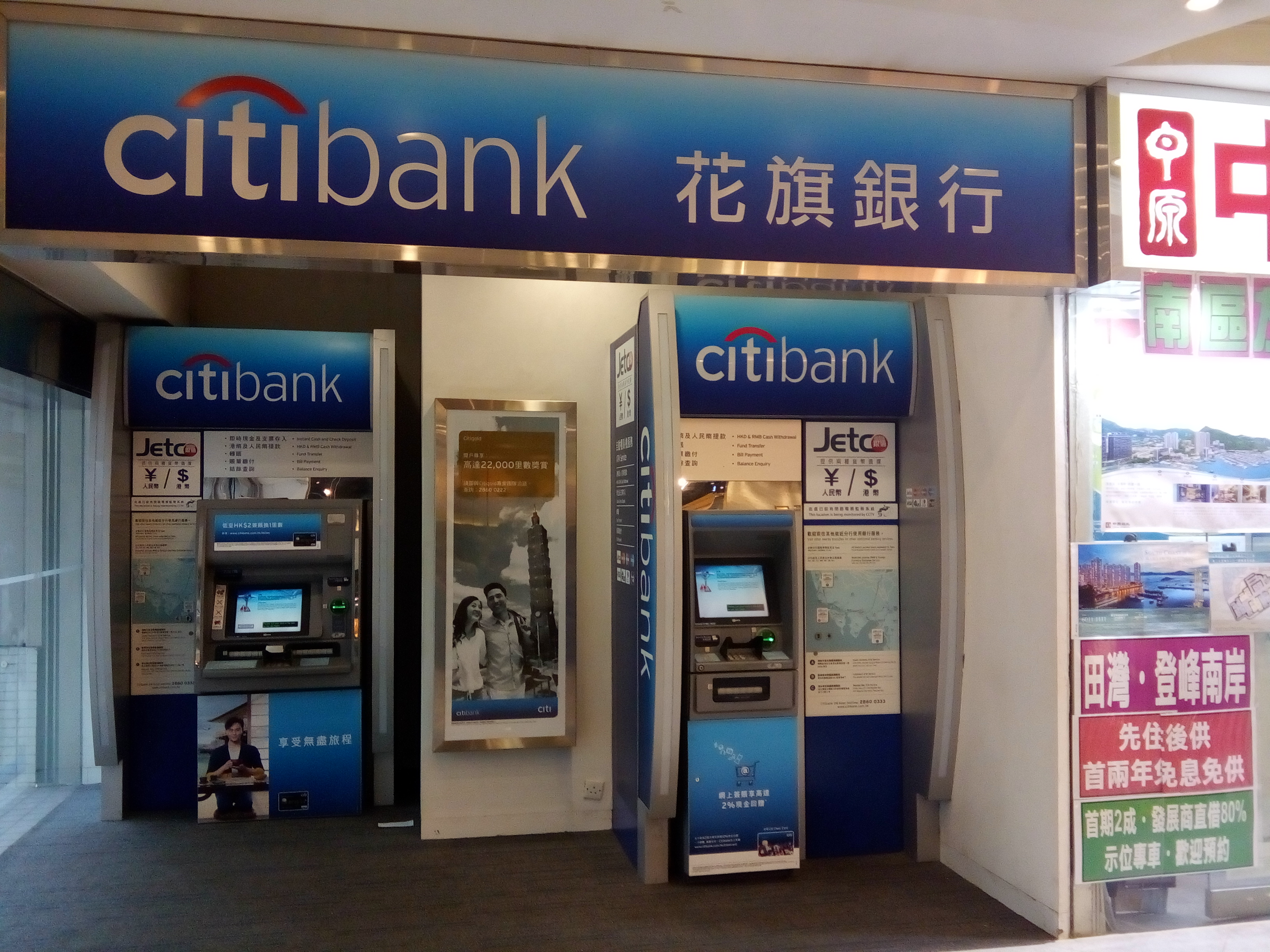
设于海怡廣場的自动柜员机